# Jean Thompson

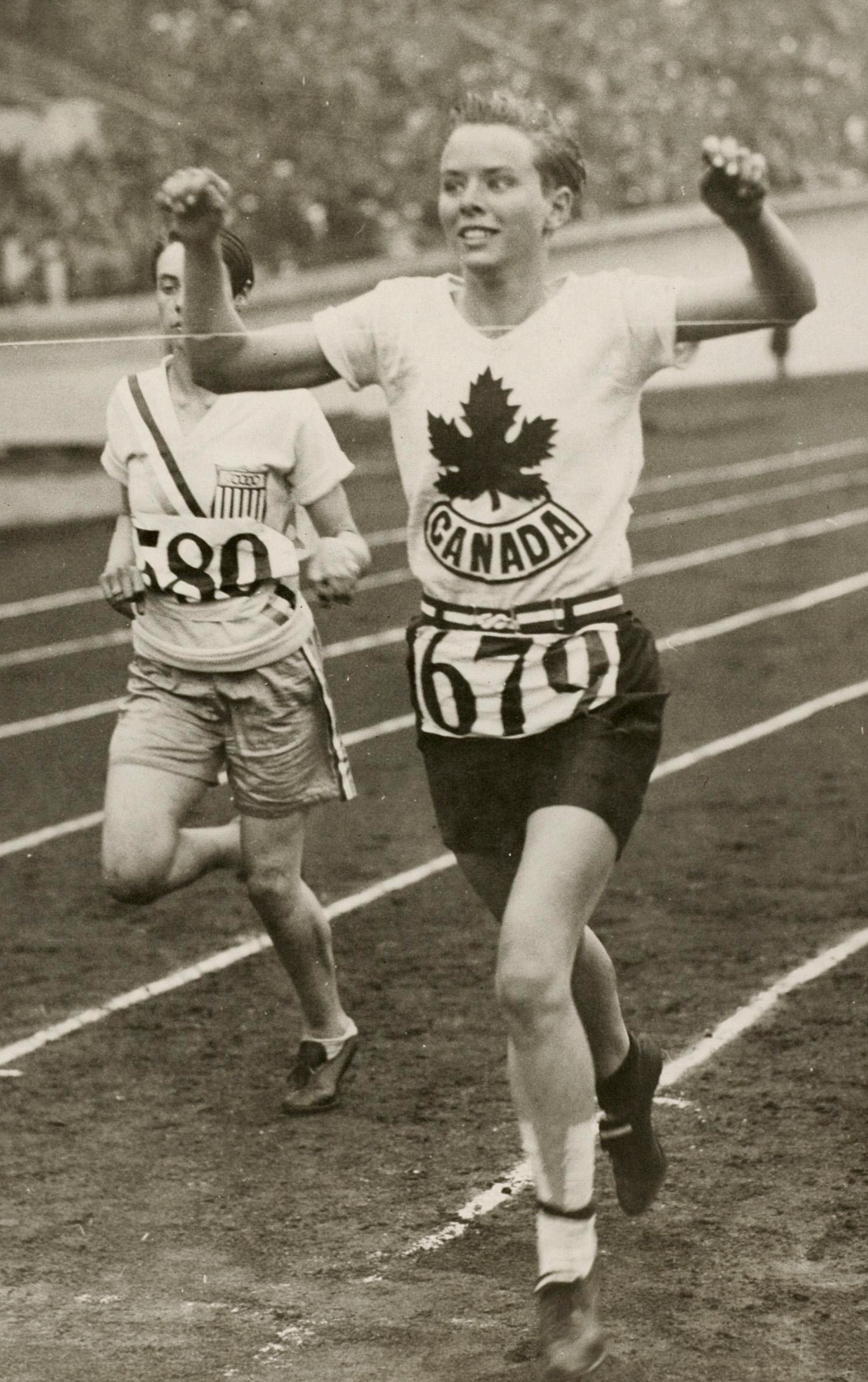
Jean Thompson, 1928

Jean Thompson (verheiratete Barker; * 15. Oktober 1910 in Toronto; † 1976) war eine kanadische Leichtathletin.
Sie wuchs in Penetanguishene im Süden Ontarios auf. 1927 wurde sie bei den kanadischen Meisterschaften Dritte über 100 m und im Hochsprung. Ihr Trainer Lucien A. Wendling erkannte ihr Ausdauertalent und bereitete sie auf den 800-Meter-Lauf vor, der ein Teil des Programms der Olympischen Spiele 1928 in Amsterdam war.
Am 2. Juli 1928 wurde sie in Halifax kanadische Meisterin über diese Distanz und qualifizierte sich damit für die Spiele. Ihre Zeit von 2:21,4 min wäre drei Wochen früher Weltrekord gewesen, denn nur die Schwedin Inga Gentzel (2:20,4 min am 16. Juni 1928) und die Deutsche Lina Radke (2:19,6 min am 1. Juli 1928) waren zuvor schneller.
In Amsterdam verletzte sie sich eine Woche vor dem Wettkampf, trat aber trotzdem mit bandagiertem Bein an und gewann ihren Vorlauf in 2:23,2 min. Im Finale stellte sie mit 2:21,4 min ihre persönliche Bestzeit ein und wurde Vierte hinter Radke (2:16,8 min), der Japanerin Kinue Hitomi (2:17,6 min) und Gentzel (2:17,8 min), die alle unter dem alten Weltrekord blieben.